# Дженкинс, Карл
Карл Уильям Памп Дже́нкинс (англ. Karl William Pamp Jenkins; род. 17 февраля 1944, Пенклауд, Уэльс) — британский (валлийский) композитор и мультиинструменталист. Командор Превосходнейшего ордена Британской империи (2010).

## Ранние годы и образование
Дженкинс родился в деревне Пенклауд на полуострове Гауэр (на юге Уэльса) в семье местного органиста и руководителя хора. Ребёнком играл на гобое в Национальном молодёжном оркестре Уэльса. В 1963-66 гг. учился на музыкальном факультете в Университете Кардиффа, в 1966-67 гг. — в аспирантуре Королевской академии музыки (Лондон).

## Карьера
В начале своей карьеры Дженкинс был известен как джазовый и джаз-роковый музыкант, играющий на саксофоне (баритон и сопрано), клавишных и гобое — необычном инструменте в джазовом контексте. Он присоединился к группе джазового композитора Грэма Кольера, а позже стал одним из основателей джаз-роковой группы Nucleus, которая выиграла первый приз на джазовом фестивале в Монтрё в 1970 году. В 1972 году он присоединился к кентерберийской группе Soft Machine, играющей прогрессивный рок, и проводил её последние выступления в 1984 году. Альбом Six, на записи которого Дженкинс впервые сыграл с Soft Machine, получил награду «Британский джазовый альбом года» от журнала Melody Maker в 1973 году. В ноябре 1973 года Дженкинс и Майк Ратлидж приняли участие в живом исполнении Майком Олдфилдом его альбома «Tubular Bells». После того, как Майк Ратлидж покинул Soft Machine в 1976 году, в группе не осталось ни одного из её основателей, и главными участникам стали Дженкинс и барабанщик Джон Маршалл. Вопреки положительным отзывам Melody Maker о Soft Machine в 1973 и 1974 годах, Хью Хоппер, связанный с группой после замены басиста Кевина Эйерса в 1968 году, назвал низкоуровневое музыкальное участие Дженкинса причиной своего решения покинуть группу, а сама группа конца 1970-х годов описывалась членом группы Джоном Этериджом как тратящая свой потенциал.
Дженкинс создал много музыки для рекламы, дважды получив приз в этой области. Возможно, наиболее известной его работой является тема, использовавшаяся в телерекламе компании по продаже алмазов De Beers. Дженкинс позже включил её как заглавный трек в альбом Diamond Music, и в итоге создал Palladio, используя его в качестве темы первой части.
Его прорыв в роли композитора произошёл после кроссоверного проекта Adiemus. Дженкинс исполнял этот проект в Японии, Германии, Испании, Финляндии, Нидерландах и Бельгии, а также в лондонском Альберт-холле и электростанции Баттерси. Альбом 1995 года «The Adiemus: Songs of Sanctuary» возглавил чарты классических альбомов.

## Творчество
Наиболее известное сочинение Дженкинса — «Месса мира. Вооруженный человек» для солистов, хора и оркестра (1999). Хотя это ораториальное сочинение названо «мессой» и даже включает (среди прочих текстов, главным образом, на английском языке) отдельные части ординария на латыни, в действительности (литургически и семантически) оно не имеет отношения к богослужению католиков и пропагандирует ценности мультикультурализма (например, вторая её часть не содержит ничего, кроме молитвенного призыва настоящего муэдзина на арабском языке). В стилевом отношении как латинские, так и английские разделы «мессы» более близки традициям англиканских гимнов, чем континентальной многоголосной мессы (преобладает моноритмическая фактура, почти полностью отсутствует имитационная полифония). Некоторые разделы (например, Agnus Dei) своей безыскусной простотой напоминают шлягеры, входящие в популярные подборки так называемой «музыки для релаксации» (chill-out music).

## Основные произведения
- Palladio (1996)
- Eloise (Детская опера)
- Imagined Oceans (1998)
- The Armed Man: A Mass for Peace / Вооружённый человек: Месса мира (написана 1999, премьера 2000)
- Dewi Sant / Святой Давид, для смешанного хора с оркестром (1999, 30 минут)
- Diamond Music / Бриллиантовая музыка (1996)
- Over the Stone / Над камнем (2002) — Концерт для двух арф
- Ave Verum (2004) — для баритона (написана для Брина Терфеля)
- In These Stones Horizons Sing / В этих камнях горизонты поют (2004)
- Requiem / Реквием (2005)
- Quirk / Причуда (2005) Концерт для флейты, фортепиано и ударных с оркестром
- Tlep (2006)
- This Land of Ours / Это наша страна (2007)
- Stabat Mater (2008) — Переложение Дженкинса католической поэмы XIII века
- La Folia — Концерт для маримбы
- Sarikiz — Концерт для скрипки
- Te Deum (2008)
- Stella Natalis / Рождественская звезда (2009)
- Gloria (2010)
- The Bards of Wales / Барды Уэльса (2011)
- Songs of the Earth / Песни земли (2012)
- The Peacemakers / Миротворцы (2012)

## Награды и достижения
Дженкинс получил докторскую степень по музыке Уэльского университета. Он был назван почётным членом Королевской академии музыки, Университета Кардиффа, Королевского валлийского колледжа музыки и драмы, Тринити-колледжа Кармартена и Университета Суонси, и был представлен радиостанцией Classic FM к награде Red f за выдающиеся заслуги в классической музыке.
В 2008 году Дженкинс был внесён в список под номером 1 в «Топ-10 ныне живущих композиторов» радиостанцией Classic FM с мессой Вооружённый человек.
Он был удостоен звания почётного доктора музыки Университета Лестера, медали канцлера университета Гламорган, званий почётного профессора Университета Западного Лондона и Лондонского музыкального колледжа.
В 2005 году Дженкинс стал офицером Превосходнейшего ордена Британской империи, а в 2010 году — командором этого ордена. В июне 2015 года был посвящён в рыцари Королевы в титуле бакалавра за сочинение музыки и пересечение музыкальных жанров.

## Альбомы
- Adiemus: Songs of Sanctuary
- Adiemus II: Cantata Mundi
- Adiemus III: Dances of Time
- Adiemus IV: The Eternal Knot
- Adiemus V: Vocalise
- Adiemus Colores